# Torfastaðanúpur
Torfastaðanúpur är en ås i republiken Island. Den ligger i regionen Austurland, 400 km nordost om huvudstaden Reykjavík.